# Го Цзиньлун
Го Цзиньлун (кит. упр. 郭金龙, пиньинь Guō Jīnlóng; род. в июле 1947, Нанкин, пров. Цзянсу) — китайский партийный и государственный деятель, член Политбюро ЦК КПК с 2012 года, член ЦК с 2002 года (кандидат с 1997 года). Ранее глава Пекинского горкома КПК (2012—2017), мэр Пекина (2007—2012), глава парткомов провинции Аньхой (2004—2007) и Тибета (2000—2004).
Член КПК с апреля 1979 года, член ЦК (16—17 созывов, кандидат 15 созыва), член Политбюро 18 созыва.

## Биография
Окончил физический факультет Нанкинского университета (1969).
С того же года работал в управлению по гидроэнергетике, с 1973 г. — в комитете по физической культуре и спорту, а с 1979 г. — в парткоме уезда Чжунсянь провинции Сычуань, и с 1983 г. также в уездном суде.
В 1985–1987 гг. работал в управлении по исследованиям в сфере аграрной политики и экономическом комитете по делам сельского хозяйства провинции Сычуань.
С 1987 г. работал в парткоме городского округа Лэшань провинции Сычуань, в 1990—92 годах его секретарь. В 1992—1993 гг. — член ПК парткома, и в 1993 г. — заместитель секретаря парткома пров. Сычуань.
В 1993—2000 гг. — заместитель, а в 2000—2004 гг. — глава Тибетского парткома.
"Наблюдатели указывают на то, что во время работы в Тибете Го Цзиньлун сблизился с Ху Цзиньтао", — отмечает «Коммерсантъ».
В 2004—2007 гг. — глава парткома пров. Аньхой и одновременно в 2005—2007 годах председатель ПК Собрания народных представителей провинции.
В 2007—2012 гг. — мэр Пекина.
С июля 2012 по май 2017 года — глава Пекинского горкома КПК.